# FC Astrakhan
El FC Astrakhan (del ruso: ФК «А́страхань») es un club de fútbol ruso de la ciudad de Astracán, fundado en 1931. El club disputa sus partidos como local en el Estadio Astrakhan y juega en la segunda división, el tercer nivel en el sistema de ligas ruso. Hasta 2007 el equipo era conocido como FC Sudostroitel Astrakhan.

## Jugadores
Actualizado al 6 de julio de 2012, según RFS (enlace roto disponible en Internet Archive; véase el historial, la primera versión y la última)..